# Kościół Ducha Świętego w Wismarze
Kościół Ducha Świętego w Wismarze (niem. Heiligen-Geist-Kirche (Wismar)) – jest jednym ze średniowiecznych kościołów w Wismarze. Należy do szpitala Ducha Świętego, założonego w poł. XIII w. Jest położony przy ul. Lübsche Straße przy skrzyżowaniu z ul. Neustadt.
Zespół szpitala i kościoła Ducha Świętego należy do nielicznych i zarazem najlepiej zachowanych tego typu założeń architektonicznych w północnych Niemczech.
Kościół Ducha Świętego jest częścią Starego Miasta w Wismarze, które w 2002 zostało wpisane na  listę światowego dziedzictwa UNESCO. Obecnie służy lokalnej wspólnocie luterańskiej jako jej kościół parafialny. Jest poza tym wykorzystywany jako muzeum, które można zwiedzać za niewielką opłatą, a także jako sala koncertowa.

## Historia
W  1250 założono szpital a w 1255 rozpoczęto budowę wczesnogotyckiego kościoła. W 1326 biskup Marquardt poświęcił kościół. W okresie późniejszym do kościoła dobudowano dwuprzęsłową kaplicę, ufundowaną przez wismarskich mieszczan. Obecnie istniejąca jednonawowa świątynia pochodzi z I poł. XIV w. Pełniła ona wówczas funkcję kościoła szpitalnego, szpitala i schroniska dla ubogich.
W 1411 w północno-zachodnią część kościoła przebudowano na dom dla chorych na trąd.
Z końcem XVI w. kościół zaczęto używać wyłącznie do celów religijnych. Przebudowano wówczas jego wnętrze; pojawiła się renesansowa ambona i stalle.
W 1699 wybuch w pobliskiej Baszcie Prochowej spowodował uszkodzenie kolebkowych sklepień kościoła. Po odbudowie kościół otrzymał płaski sufit z 26 drewnianych paneli, które pokryto kunsztownymi, barokowymi malowidłami przedstawiającymi sceny z Księgi Rodzaju.
Po 1945 ze stojących nieopodal, uszkodzonych w wyniku działań wojennych kościołów św. Jerzego i Mariackiego przeniesiono do kościoła Ducha Świętego dzieła sztuki, które nie zostały uszkodzone w czasie wojny. Niewielki kościół został z tego powodu nazwany skarbnikiem wielkich kościołów Wismaru.
Dzięki doskonalej akustyce w kościele organizowanych jest corocznie wiele koncertów.